# 真紅の女
『真紅の女』（しんくのおんな、原題：英語: The President's Lady）は、1953年に公開されたアメリカ合衆国の映画である。

## 概要
第7代アメリカ合衆国大統領アンドリュー・ジャクソンとその夫人レイチェル・ドネルソンの結婚生活を描いたアーヴィング・ストーンの小説が原作。20世紀フォックスが製作かつ配給しており、ヘンリー・レヴィンが監督を務め、レイチェル・ドネルソンはスーザン・ヘイワードが、アンドリュー・ジャクソンはチャールトン・ヘストンが演じた。
第26回アカデミー賞のアカデミー賞の2部門にノミネートされている。
チャールトン・ヘストンは5年後の『大海賊』でも再びアンドリュー・ジャクソン役を演じている。

## ストーリー
若者アンドリュー・ジャクソンは、親友のジョン・オーバートンと共同で弁護士を開業するためにテネシーの辺境にあるナッシュビルにやって来た。レイチェル・ドネルソン・ロバーズとは1789年にナッシュビル近郊にある彼女の母親の農場で知り合った。レイチェルは農場主ルイス・ロバーズと結婚していたが、夫に他の男性との仲の良さで疑われ、母親の所に身を寄せていた。ロバーズはレイチェルとジャクソンの仲に嫉妬し、力尽くでもレイチェルを取り戻すと脅迫した。不安になったレイチェルはナチェズの伯母の元に避難することを決めた。彼女の母親の依頼で同行したジャクソンに護衛され、レイチェルはインディアンの襲撃を受けながらも無事に到着した。この旅で二人はお互いの愛情を確かめ合った。
それからしばらくしてロバーズがレイチェルの姦通を理由に離婚手続きをしたという知らせが届き、二人は結婚式を挙げた。ところが、その時点では離婚の承諾を得ていなかったことが後から分かり、もう一度結婚式をやり直した。このためにレイチェルは「姦婦」という不名誉が与えられてしまうことになった。ジャクソンは妻を侮辱することを許さず、彼女を断固として守るために決闘で傷ついたりもした。
歳月が流れ、順風満帆な出世街道を進むジャクソンは1828年の合衆国大統領選挙に立候補した。反対派の悪意に満ちた誹謗にショックを受けたレイチェルは病の床に伏した。ジャクソンの手厚い看護に拘らず、夫が大統領に当選する前夜にこの世を去った。「オールド・ヒッコリー」は幸せだった結婚生活を懐かしむことで自らの慰めとした。

## キャスト

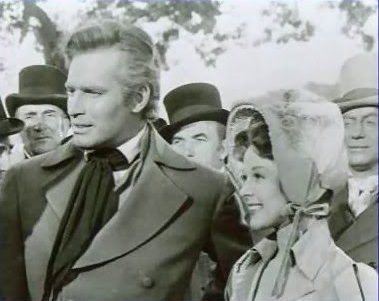
チャールトン・ヘストンとスーザン・ヘイワード

クレジットに記載されたキャストと、その役を演じた俳優は以下の通り。
- レイチェル・ジャクソン - スーザン・ヘイワード（吹替：谷育子）
- アンドリュー・ジャクソン大統領 - チャールトン・ヘストン（吹替：納谷悟朗）
- ジョン・オーバートン - ジョン・マッキンタイア（吹替：吉沢久嘉）
- ドネルソン夫人（レイチェルの母） - フェイ・ベインター
- ルイス・ロバーズ - ホイットフィールド・コナー
- チャールズ・ディキンソン（英語版） - カール・ベッツ
- ファリス夫人 - グラディス・ハールバット
- モル - ルイス・アタウェイ
- アーウィン大尉 - チャールズ・ディングル
- 「ピーチブロッサム」スターク夫人 - ニーナ・バレラ
- ロバーズ夫人（ルイス・ロバーズの母） - マーガレット・ワイチャーリイ
- スターク大佐 - ラルフ・ダムキー

※日本語吹替：初回放送1974年12月2日 テレビ神奈川

## 評価

### 批評
- 『バラエティ』誌スタッフ：「偉大な人物の生涯に影響を及ぼす女性の劇的な物語は常に興味深い映画を生み出し、第7代アメリカ合衆国大統領アンドリュー・ジャクソンについては、20世紀フォックスがとりわけ感動的な物語を製作している。」と肯定的な評価を下した[7]。
- 『ニューヨーク・タイムズ』紙の映画評論家、ハワード・トンプソン（英語版）：「初期のアメリカ合衆国の場面で最も魅力的かつ感動的なロマンスの一つ」に相応しい完璧な作品に仕上がっているとして絶賛した[8]。

2015年3月28日時点で、ロッテン・トマトには本作についての3人の批評家のレビューが集まっている。このうち2人から肯定的な評価を獲得している。

### 映画賞のノミネート
この映画は第26回アカデミー賞の2部門にノミネートされた。
| 選考年 | 映画賞             | 部門                   | 候補者                                                           | 結果       |
| ------ | ------------------ | ---------------------- | ---------------------------------------------------------------- | ---------- |
| 1954年 | 第26回アカデミー賞 | 美術監督賞（白黒）     | ライル・R・ウィーラー、リーランド・フラー、ポール・S・フォックス | ノミネート |
| 1954年 | 第26回アカデミー賞 | 衣裳デザイン賞（白黒） | チャールズ・ルメイアー、レニー・コンリー                         | ノミネート |